# Разбор
Разбор (словен. Razbor) — поселення в общині Севниця, Споднєпосавський регіон, Словенія. Висота над рівнем моря: 485 м.